# مسعود داستانی
مسعود داستانی (زاده ۱۱ دی ۱۳۷۰ در تهران) بازیکن فوتبال اهل ایران است، وی سابقه عضویت در باشگاه فوتبال پرسپولیس تهران را دارد